# Lindödjupet/Målängen
Lindödjupet och Målängen is een plaats in de gemeente Västervik in het landschap Småland en de provincie Kalmar län in Zweden. De plaats heeft 96 inwoners (2005) en een oppervlakte van 85 hectare.